# Eric Brütte
Eric Brütte, född Carlsson, den 8 februari 1889, död 26 november 1964, var en svensk fotbollsspelare, fotbollsledare och disponent, känd för att ha spelat i IFK Kalmar och där var med och vann det allra första Småländska mästerskapet i fotboll 1907.

## Biografi

### Utanför idrottsplanen
Brütte föddes i Kalmar stadsförsamling 1889, som äldst i en barnaskara av sju syskon till snickare Karl Johan Teodor Karlsson och hustrun Johanna Matilda Johansson. Eric som från början hette Karlsson tog efternamnet Brütte efter ett smeknamn han haft i skolan.  Han gifte sig 1917 med sin barndomskärlek Gerda Larsson, som verkade som chef på Kalmar Hemslöjd. De fick tillsammans barnen Märtha 1919 och Torsten 1924. 1909-1932 verkade Brütte som kontorschef för Sandbäcks Kakelfabrik AB och från 1933 som disponent på AB Kalmar Byggvaror. Han var sekreterare i Kalmar Motorklubb 1928 - 1936 och ordförande där 1936-1945. Därtill var han ledamot av Kalmar Stadsfullmäktige mellan 1939 och 1945.  

### I idrottens tjänst
Enligt ett personporträtt i KIS medlemsblad från 1922 är Eric Brütte att anse som den kalmaritiska idrottens fader. Detta då Brütte ska ha varit en ledande figur redan i det allra första embryot till dagens Kalmar FF - idrottsföreningen Karl den XII. I den upplaga av IFK Kalmar som bildades 1904, var Brütte som målvakt med och vann Småländska mästerskapet i fotboll 1907, 1908, 1909 och 1910. 1918 så gick IFK Kalmar upp i  föreningen IF Gothia, i samma veva bytte Gothia namn till Kalmar IS. Brütte var sedan föreningen KIS ordförande 1919-1921. Därtill var han sekreterare i Kalmar Idrottsnämnd 1920-1930. Han är även känd för att blivit utsedd till Kalmar FFs första hedersledamot i slutet av 1920-talet.  På förslag av Brütte ändrade idrottsplatsen som sedan 1919 haft det formella namnet Kalmar Idrottspark namn till Fredriksskans IP 1943.

## Meriter och utmärkelser
- Småländsk distriktsmästare i fotboll med IFK Kalmar 1907, 1908, 1909 och 1910
- Kungliga automobilklubbens hedersplakett i Guld
- Riksidrottsförbundets förtjänstdiplom